# Malta en los Juegos Paralímpicos de Tokio 1964
Malta estuvo representada en los Juegos Paralímpicos de Tokio 1964 por dos deportistas masculinos.

## Medallistas
El equipo paralímpico maltés obtuvo las siguientes medallas:
| Nombre          | Deporte | Evento                             |
| --------------- | ------- | ---------------------------------- |
| Oro             |         |                                    |
| —               |         |                                    |
| Plata           |         |                                    |
| —               |         |                                    |
| Bronce          |         |                                    |
| George Portelli | Snooker | Paraplejia clase abierta masculino |
| Claude Markham  | Snooker | Paraplejia clase abierta masculino |